# Ezekiel Morake
Ezekiel Morake (ur. 21 marca 1996 w Selebi-Phikwe) – botswański piłkarz grający na pozycji bramkarza. Od 2021 jest zawodnikiem klubu Ethiopian Coffee SC.

## Kariera klubowa
Swoją karierę piłkarską Morake rozpoczął w klubie FC Satmos. W 2014 roku zadebiutował w jego barwach w botswańskiej pierwszej lidze. W 2015 roku przeszedł do Jwaneng Galaxy FC. W sezonach 2016/2017, 2017/2018 i 2018/2019 wywalczył z nim trzy wicemistrzostwa Botswany.
Latem 2019 Morake przeszedł do południowoafrykańskiego klubu TS Galaxy FC, w którym zadebiutował 22 września 2019 w wygranym 1:0 domowym meczu z Ajaksem Kapsztad. W TS Galaxy grał przez rok.
W 2020 roku Morake wrócił do Jwaneng Galaxy, a w 2022 przeszedł do etiopskiego Ethiopian Coffee SC.

## Kariera reprezentacyjna
W reprezentacji Botswany Morake zadebiutował 22 marca 2019 roku w przegranym 0:1 meczu kwalifikacji do Pucharu Narodów Afryki 2019 z Angolą, rozegranym we Francistown.